# Zen Cart
Zen Cart es un software de comercio electrónico de código libre desarrollado con el asesoramiento de comerciantes y programadores con experiencia en venta de artículos a través de Internet. Utiliza PHP y MySQL y se proporciona gratuitamente bajo licencia GPL. 
Existen varios foros donde encontrar colaboraciones mejorando las distintas versiones existentes. Estas colaboraciones hacen de Zen Cart una de las aplicaciones más utilizadas para la venta de productos por Internet. 

## Historia
Zen Cart se basó inicialmente en osCommerce pero hoy día constituye un proyecto diferente. Las principales diferencias entre ambos proyectos reside en las características añadidas a la configuración inicial de Zen Cart, como por ejemplo, el módulo de Cupones o el administrador de descargas.
El 12 de agosto de 2007, el equipo de Zen Cart anunció que las versiones posteriores a 1.4.0 requieren PHP 5.2 como mínimo...

## Principales Características
- Múltiples opciones de pago,soporta todas las puertas de entrada,fácil de usar

## Versiones actuales
La última versión es la 1.5.4
gfrd